# Heiligendorf
Heiligendorf ist ein Stadtteil im Süden von Wolfsburg (Niedersachsen). Der Ort liegt an der Schunter.

## Geschichte
Heiligendorf wurde wahrscheinlich zwischen 500 und 800 n. Chr. gegründet. Vermutlich wurde das Dorf von den Franken zum Schutz gegen die Slawen gegründet und als Vorposten zur Christianisierung und Eroberung genutzt. Erstmals wurde das damalige Heiligenthorp zusammen mit der Hofstelle Klein Heiligendorf im Jahr 1153 erwähnt. Klein Heiligendorf wurde aufgrund magerer sandiger Böden und dem häufigen Auftreten der Pest von seinen Bewohnern verlassen, die in das landwirtschaftlich attraktivere Heiligendorf zogen. 
Der Ort wurde um 1280 Hilgendhorpe und 1391 Hilghendorpe genannt. Die Edelherren von Meinersen waren hier begütert. Sie gaben um 1280 aus ihrem Eigenbesitz 2 Hufen als Lehen an Gebhard von Bortfeld. Bis zum 16. Jahrhundert lag Heiligendorf auf Fallerslebener Gebiet, ging dann aber 1588 an den Herzog Wilhelm von Braunschweig und Lüneburg.
Im Jahre 1892 wurde die Molkereigenossenschaft gegründet, gemeinsam mit den Dörfern Almke, Barnstorf, Beienrode, Hattorf und Neindorf.
Am 1. Juli 1972 wurde Heiligendorf, das aus dem Landkreis Gifhorn stammt, gemäß dem Wolfsburg-Gesetz in die Stadt Wolfsburg eingegliedert.

### Einwohnerentwicklung
| Jahr      | 1910 | 1925 | 1933 | 1939 | 2013 | 2015 | 2020 | 2021 | 2023 |
| --------- | ---- | ---- | ---- | ---- | ---- | ---- | ---- | ---- | ---- |
| Einwohner | 743  | 727  | 615  | 608  | 2066 | 2075 | 2430 | 2433 | 2405 |

## Politik
Heiligendorf bildet zusammen mit dem benachbarten Stadtteil Hattorf die Ortschaft Hattorf-Heiligendorf, die durch einen Ortsrat vertreten wird. Ortsbürgermeister ist Marco Meiners (FDP).

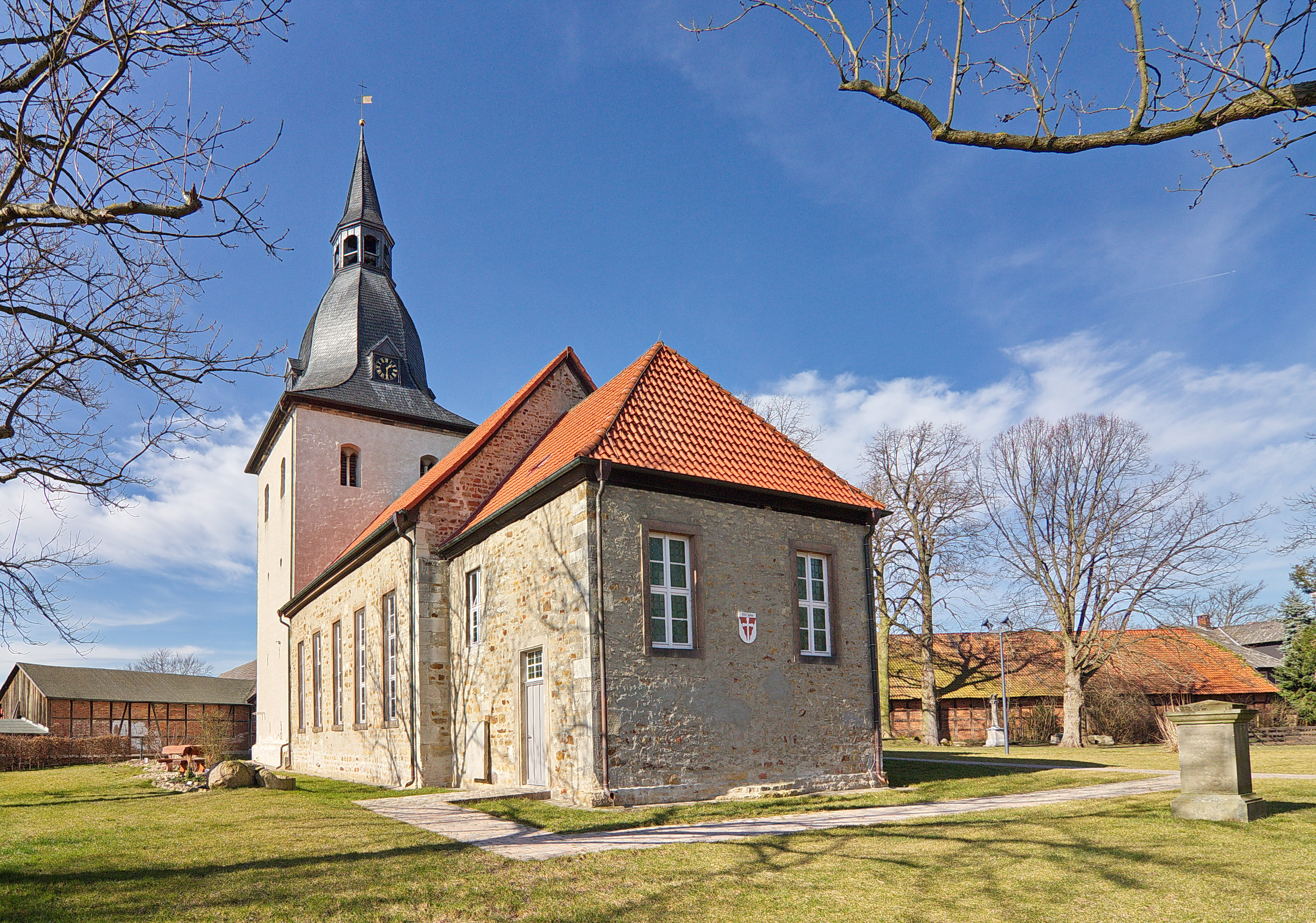
St.-Adrian-Kirche

### Wappen
| Wappen von Heiligendorf | Blasonierung: „In Silber eine gestürzte rote Wellenspitze, daraus wachsend ein silbernes Kreuz mit scheibenförmigen Enden.“ |
| Wappen von Heiligendorf | Wappenbegründung: Das Dorf ist im Zusammenhang mit der Christianisierung wohl im 9. Jahrhundert entstanden. Die Geburt des Ortes geschah also im Zeichen des Kreuzes. Dessen Form lehnt sich an das bereits 1330 erwähnte, ehedem in der Heiligendörfer Kirche befindliche und später ins Provinzialmuseum verbrachte Kruzifix an. Heiligendorf nahm im Mittelalter im Hasenwinkel eine zweifach bedeutende Stellung ein, zum einen kirchlich als Mittelpunkt eines ausgedehnten Parochialbezirks, zum anderen gerichtlich als Sitz einer Gografschaft. Deshalb umschließt ein Winkel das Kreuz im Wappen. Er ist wellenförmig gestaltet, weil die Schunter zusammen mit dem sumpfigen Gelände in frühchristlicher Zeit dem Dorf Schutz bot. In Heiligendorf ist noch die Erinnerung an die im Hochmittelalter bestehenden Beziehungen zu Halberstadt lebendig. Deswegen ist das Wappen in den Farben Rot-Silber gehalten, den Farben sowohl des Bistums als auch der Stadt Halberstadt. Das Wappen wurde vom Heraldiker Arnold Rabbow gestaltet und am 9. Mai 1978 vom Ortsrat Hattorf-Heiligendorf einstimmig für Heiligendorf angenommen. |

## Kultur und Sehenswürdigkeiten
- Die Vorgängerbauten der St.-Adrian-Kirche (evangelisch-lutherisch) stammen aus dem 10. und 12. Jahrhundert.
- In der Klöppelnstraße 15 steht das heutige Gemeindehaus, das 1739 als Pfarrhaus errichtet wurde. Der Fachwerkbau gleicht mit den Nebengebäuden einem großen Bauernhof und ist ein Kulturdenkmal.[10]
- Die an der Schunter gelegene und heute stillgelegte Schwinkerwassermühle findet im Jahr 1317 erste urkundliche Erwähnung.[11]
- Ein verstecktes Denkmal (nicht öffentlich zugänglich) befindet sich am ehemaligen Ort der „Bude“, das legendäre Gebäude um das sich die Geschichte der „Vier der brennenden Schilde“ dreht. Ein Gedenkstein und eine Tafel erinnern an den Standort und die Geschichte.

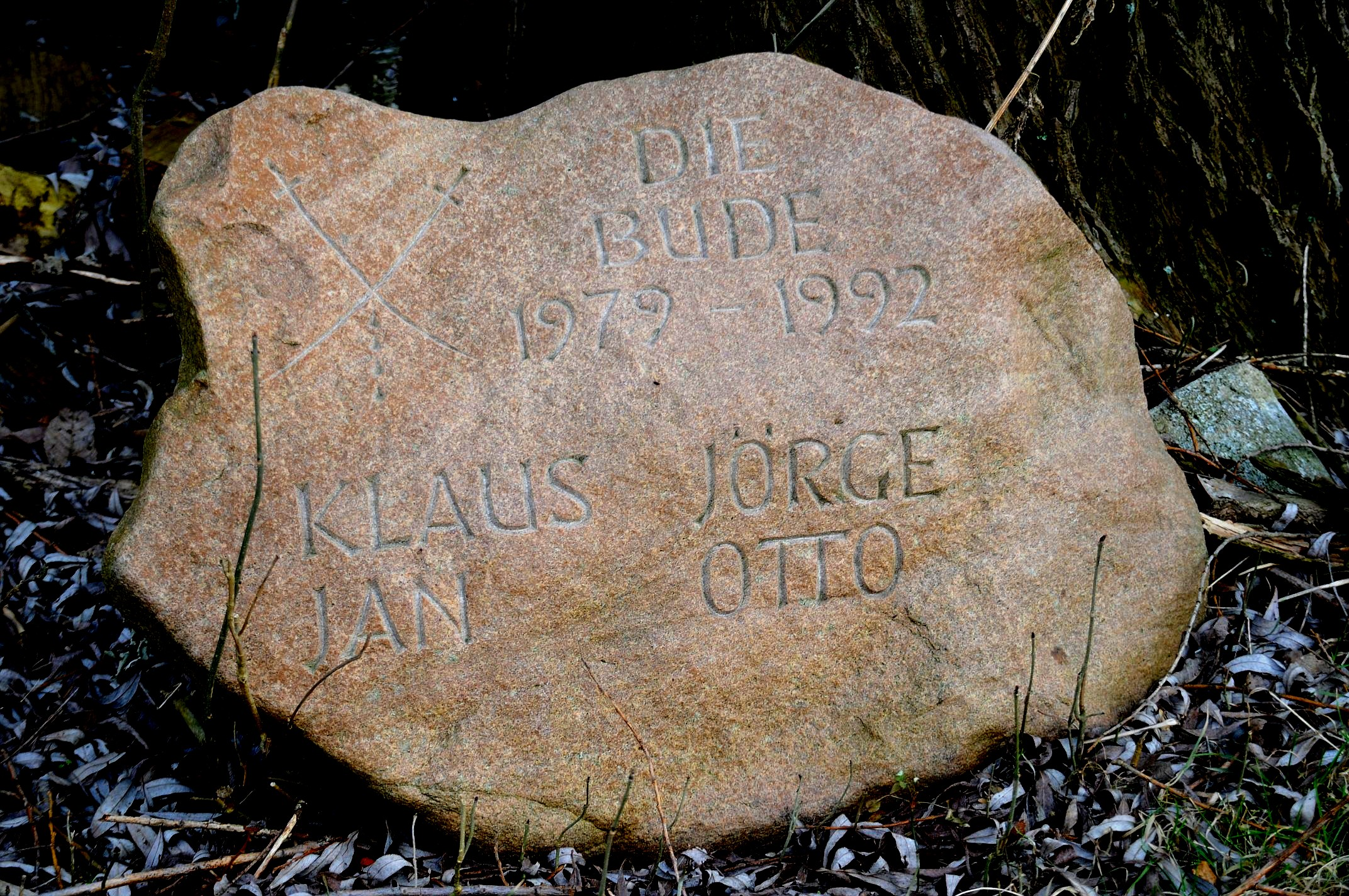
Gedenkstein "Vier der brennenden Schilde"

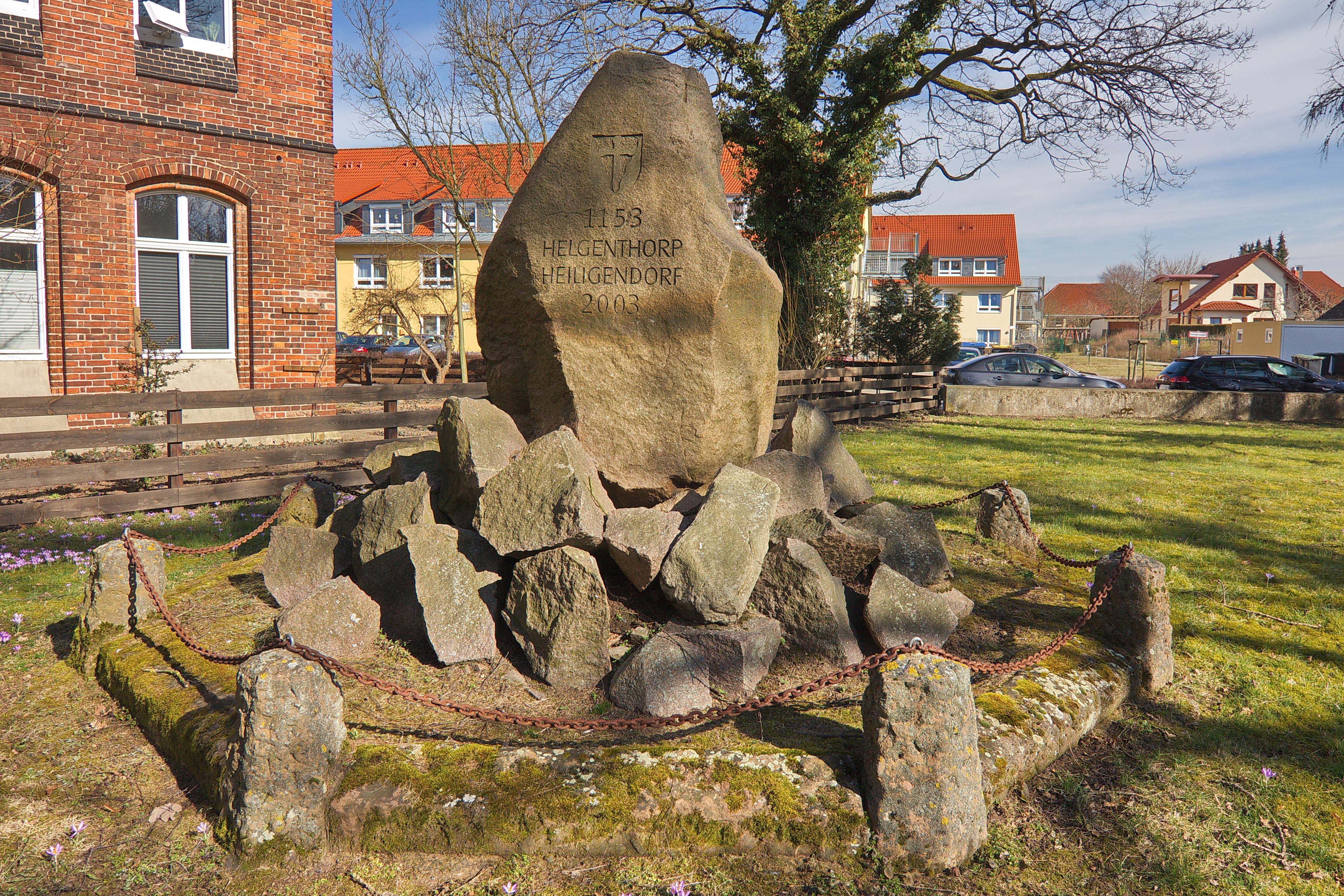
Gedenkstein Heiligendorf 1153–2003
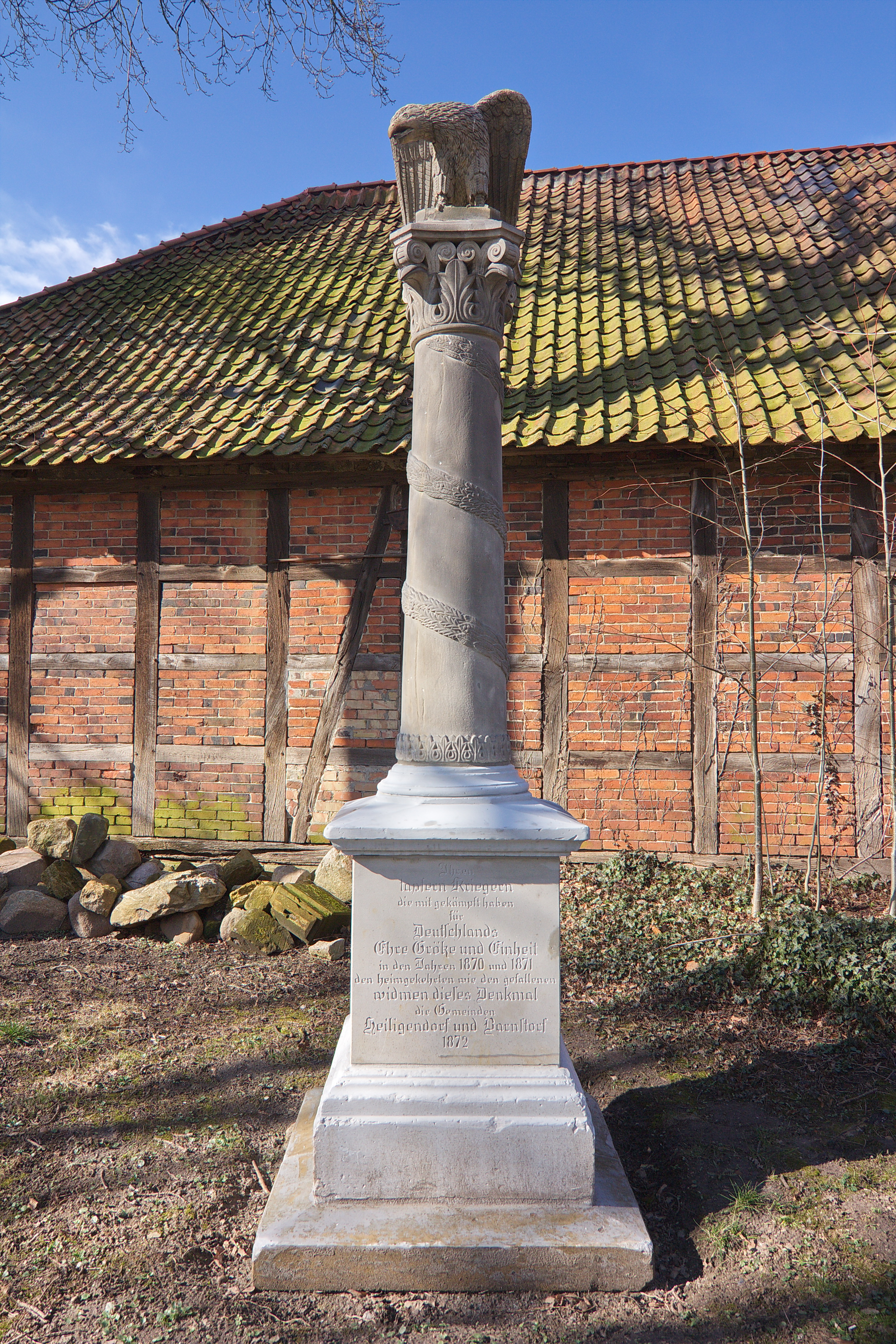
Kriegerdenkmal
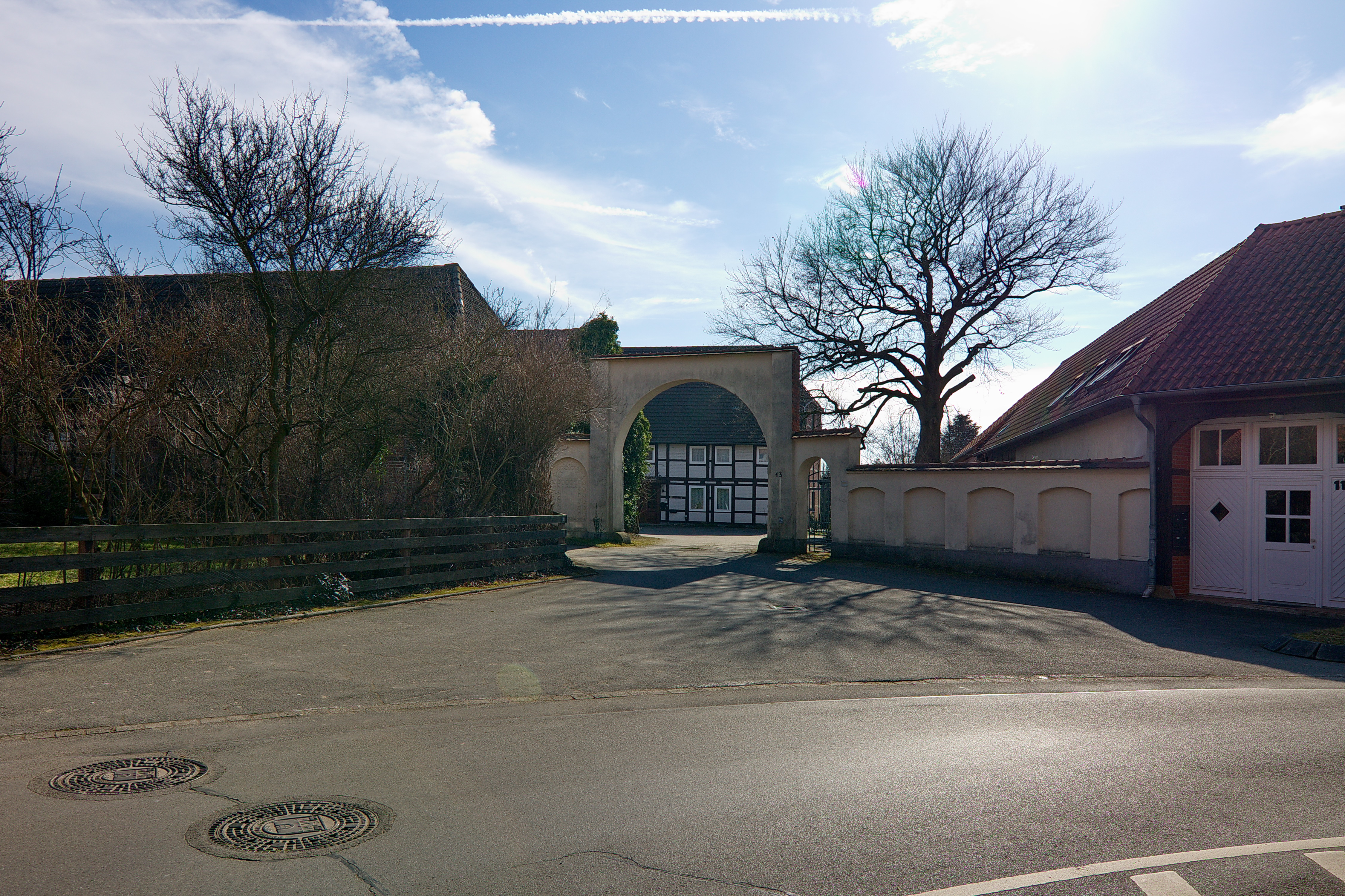
Ortsblick
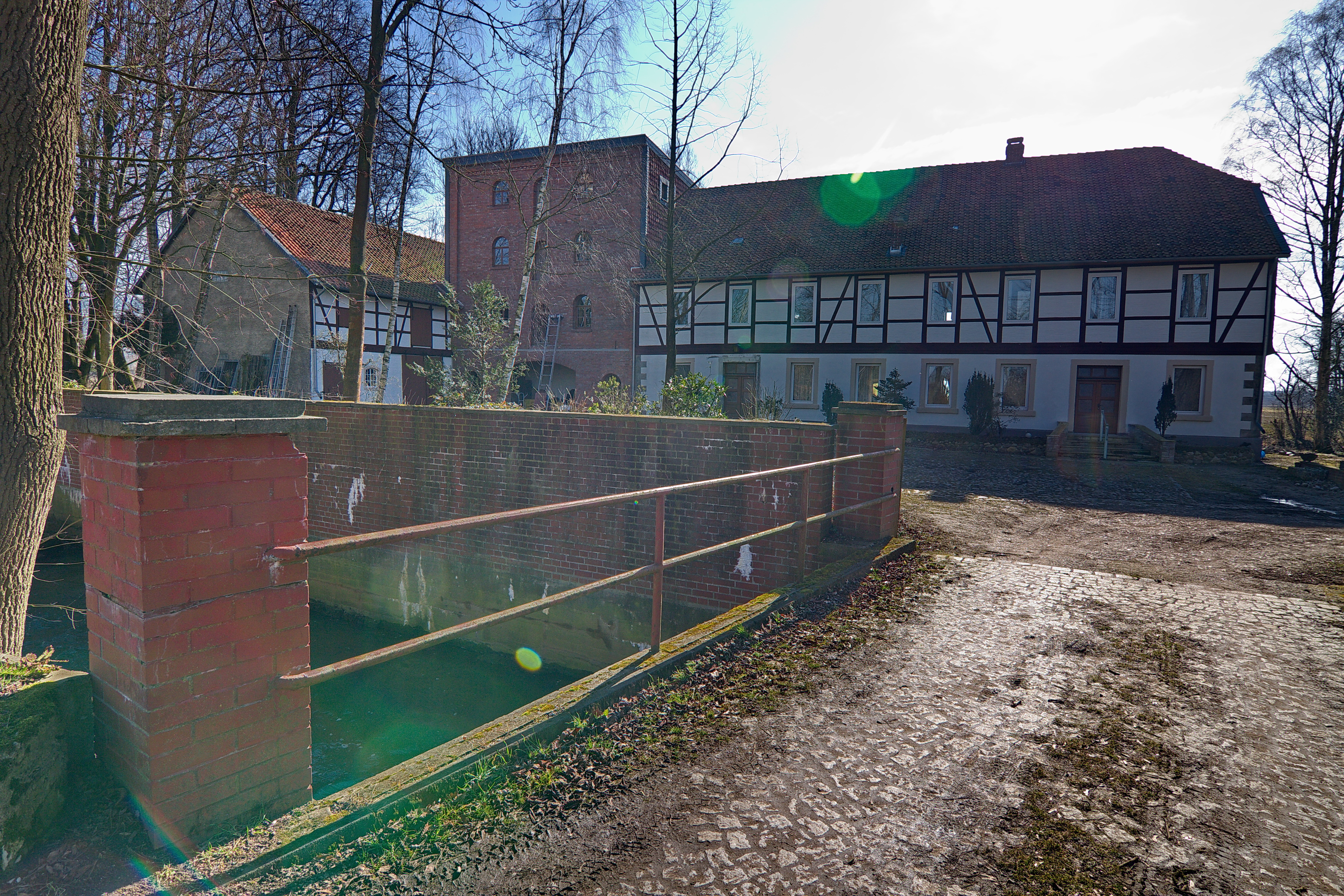
Schwinkermühle

## Wirtschaft und Infrastruktur

### Öffentliche Einrichtungen
Die Freiwillige Feuerwehr Heiligendorf wurde 1922 gegründet, sie geht auf eine bereits 1902 gegründete Pflichtfeuerwehr zurück. 1962 erfolgte in Heiligendorf die Gründung einer Jugendfeuerwehr. 2012 folgte die Gründung einer Kinderfeuerwehr, sie war die erste Kinderfeuerwehr in Wolfsburg. Das heutige Feuerwehrhaus wurde 1971 erbaut 1992/93 erweitert. 1964 bekam die Feuerwehr das erste Löschgruppenfahrzeug, einen Opel Blitz.
Das Hospiz wurde 2023 als zweites Hospiz in Wolfsburg eröffnet.

### Bildung
- DRK-Kindertagesstätte Heiligendorf
- Grundschule Schunterwiesen